# Shijak
Shijak è un comune albanese situato nella prefettura di Durazzo.

## Geografia
Shijak è attraversata dal fiume Erzen e sorge ad 11 km ad est di Durazzo e a 30 km ad ovest della capitale Tirana.

## Società

### Evoluzione demografica
In seguito alla riforma amministrativa del 2015, a Shijak sono stati accorpati i comuni di Gjepalaj, Maminas e Xhafzotaj portando la popolazione complessiva a 27.861 abitanti (dati del censimento 2011).

## Infrastrutture e trasporti
La principale via d'accesso alla cittadina è la strada statale 2 che unisce Tirana al porto di Durazzo. Shijak è unita alla vicina Durazzo anche dalla strada statale 84.

## Sport
La squadra calcistica locale è l'Erzeni Shijak.